# Diospyros alboflavescens
Espèce
Synonymes
- Diospyros alboflavescens (Gürke) F.White (Gürke) F.White (préféré par UICN)[2]
- Maba alboflavescens Gürke[2] [1]

Statut de conservation UICN

 EN B1ab(iii)+2ab(iii) : En danger
Diospyros alboflavescens  (Gürke) F.White est une espèce de plante à fleurs du genre  Diospyros  et de la famille des Ebenaceae.

## Description
C'est un arbre trouvé dans la forêt sempervirente des basses terres. L'altitude n'est pas enregistrée, mais serait comprise entre 0 et environ 400 m. Cette espèce est menacée par l'agriculture sur brûlis pratiquée dans toute cette zone. L'habitat naturel de la région de Kribi est menacé par les infrastructures de développement telles que le transport, le stockage et les ports associés aux industries extractives.
Pour l'UICN, cette espèce est en voie de disparition.

## Répartition
Cette espèce est endémique au Cameroun où elle se trouve dans la région du Sud à Kribi-Bipindi.